# Да будет так (альбом)
«Да будет так» — второй полноформатный студийный альбом группы «Аминь», вышедший в 2021 году.

## Об альбоме
«Группа „Аминь“ продолжает пересаживать музыкальное наследие Манчестера 80-90-х от мэдчестера до инди-рока на русскоязычную московскую почву. Moschester, как это называют сами участники группы. И тут у нас классическая проблема второго альбома: если дебют в 2018-м году звучал свежо хотя бы потому, что не было аналогов, не с чем было сравнивать, то второй альбом уже можно сравнивать, как минимум, с первым. И тут, на мой вкус, „Да будет так“ слегка проигрывает „Началу“: чуть больше электроники, чуть менее цепкие хуки и риффы, чуть меньше уверенности и напора. Со стороны выглядит так, будто на момент релиза прошлогоднего EP „Грязные дела“ группа находилась на важной для себя творческой развилке, и сделала в итоге принципиальный выбор в пользу заглавного трека (который вошёл в альбом), а не трека „Когда собою перестанешь быть“ (который, как это иногда бывает, остался великим бисайдом). Но всё это мелкие фанатские придирки и вкусовщина. В целом же — вы точно должны подписаться на группу Аминь во всех стримингах и соцсетях и послушать новый альбом сами. Второй такой группы вы не найдёте (а если найдёте — срочно напишите мне). Приятного прослушивания!»
Colta: Только что «аминь» выпустили свой второй полноформатный альбом «Да будет так», где можно найти ремейк песни «Немцы-германцы», сочинённой лидером культовой постпанк-группы «Матросская Тишина» Германом Дижечко, и балладу «Морячка», на которую режиссёр Юрате Шунявичуте сняла нуарный клип.

## Оценки критиков
Ян Шенкман, обозреватель. Новая Газета: «Московская группа со странным названием „Аминь“ играет не первый год, но фактически находится в андерграунде и не участвует в большом шоу-бизнесе. А жаль, им есть чем удивить слушателя. Это странная и не очень свойственная русской музыке смесь постпанка, электроники и гаражного рока с умными нелинейными текстами. Криво, мелодично, нагло и про таких, как мы. На фоне чистеньких артистов, заискивающих, обслуживающих и развлекающих публику, это прямо озон.
Хороша у них не только „Морячка“, хорош весь альбом этого года „Да будет так“, послушайте, он есть на ютубе. Рекомендую также клип „Не зависай“, этакий пацанский Шопенгауэр, удивительный микс дворовых понтов и глубокого понимания основ бытия.».

## Список композиций
1. «Не зависай на этом»
2. «Немцы — германцы (album version)»
3. «Грязные дела (original mix)»
4. «Без сна»
5. «Да будет так»
6. «Гоген»
7. «Морячка»
8. «Цопа»
9. «Вместе против»
10. «Не может быть (electronic version)»

### Клипы
1. Не зависай
2. Морячка
3. Без сна
4. Не может быть